# Трискайдекафобия

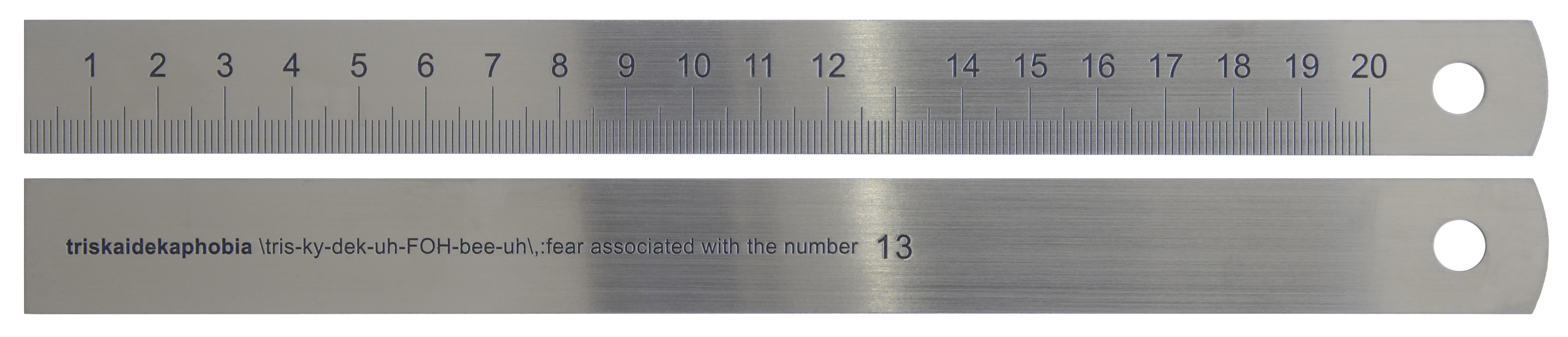
«Счастливая» линейка без числа 13

Трискайдекафобия (или тердекафобия, от др.-греч. τρεισκαίδεκα — тринадцать и φόβος — страх) — болезненная боязнь числа 13. Этот страх считается суеверием, исторически связанным с религиозными предрассудками. Специфический страх перед пятницей 13-го называют параскеведекатриафобией или фриггатрискайдекафобией.

## Причины
На сегодняшний день среди исследователей нет единого мнения о происхождении трискайдекафобии. Наиболее распространённая версия гласит, что к числу 13 неприязненно относятся, потому что оно больше 12 — числа, которое является священным у многих народов — и несло что-то неизвестное и опасное.
Кроме того, существует библейское предание, косвенно связанное с числом 13 — на тайной вечере Иуда Искариот, апостол, предавший Иисуса, сидел за столом тринадцатым. С этим преданием связывают самую распространённую в Европе и США в XIX веке примету, связанную с числом 13 — если за обеденным столом собрались 13 человек, один из них умрёт в течение года после трапезы.
Позже в христианстве распространилось апокрифическое убеждение, что Сатана был 13-м ангелом.
По другой версии, страх отчасти вызван и тем, что в еврейском календаре (лунно-солнечный календарь) некоторые годы состоят из 13 месяцев, тогда как солнечный григорианский и лунный исламский календарь всегда насчитывают только 12 месяцев в году.
Кроме этого, карта XIII в колоде Таро обозначает Смерть.

## Примеры

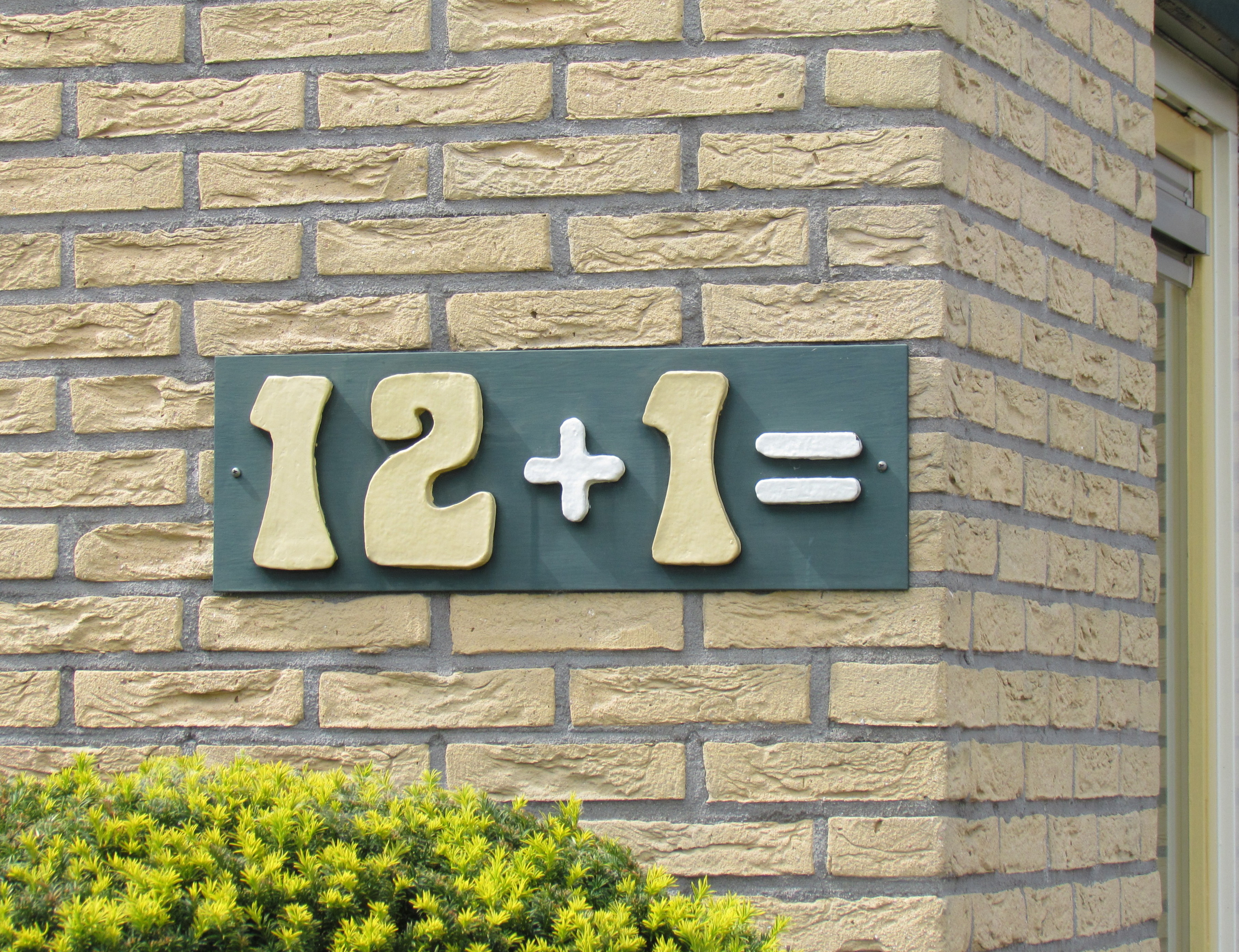
Неявно пронумерованный тринадцатый дом в Апелдорне

Широко распространено поверье, будто самым ранним примером трискайдекафобии может служить месопотамский свод законов Хаммурапи (примерно 1780 год до н. э.), в котором будто бы отсутствует 13-я статья. В действительности 13-я статья в этом своде присутствует.
В некоторых зданиях (например, в гостиницах Нью-Йорка) этажи нумеруются так, чтобы не нервировать трискайдекафобов: после 12-го этажа может сразу следовать 14-й, или же в здании могут существовать этажи 12А и 12Б, или 13 этаж используется для технических целей, например, установки отопительного оборудования и кондиционеров. Так, в здании Федерального резервного банка Нью-Йорка долгое время последним был 12 этаж с очень высокими потолками. Впоследствии он всё же был разделён на 2 этажа. Иногда это также относится к номерам домов и помещений. 
Усовершенствованная модель немецкого истребителя времён Второй мировой войны He.112 была обозначена как He.100, чтобы избежать названия He.113, которое заведомо посчитали несчастливым. Адольф Гитлер тоже страдал трискайдекафобией. Покрышкин в 1943 году, когда никто не хотел брать «Аэрокобру» с тактическим номером 13 на фюзеляже, сказал: «Возьму с удовольствием. Он будет несчастливым для них!»
Из-за суеверности многих пилотов в США никогда не было истребителя под номером F-13. За моделью YF-12 (прототип истребительной модификации SR-71) сразу же следовал самолёт F-14. Многие авиакомпании при нумерации мест в пассажирских самолётах избегают тринадцатого ряда (ряд № 14 следует сразу за 12-м).
«Аполлон-13» был запущен в 13:13 по восточному летнему времени 11 апреля 1970 года со стартового комплекса № 39 (три раза по тринадцать), и должен был выйти на окололунную орбиту 13 апреля.
В современной «Формуле-1» не было болида под номером 13. В качестве объяснения зачастую выдвигается предположение, что номер 13 был исключён из стартовых листов автогонок Гран-при после трёх аварий машин с тринадцатыми номерами в 1925 и 1926 годах. Тем не менее это объяснение нельзя считать полностью достоверным.
В 2014 году ФИА разрешила гонщикам «Формулы-1» выбирать номера (за исключением № 1, зарезервированного для действующего чемпиона мира) на всю карьеру (а не назначать их каждый сезон), номер 13 был выбран венесуэльцем Пастором Мальдонадо (в Латинской Америке, в частности в Венесуэле, число 13 считается счастливым).

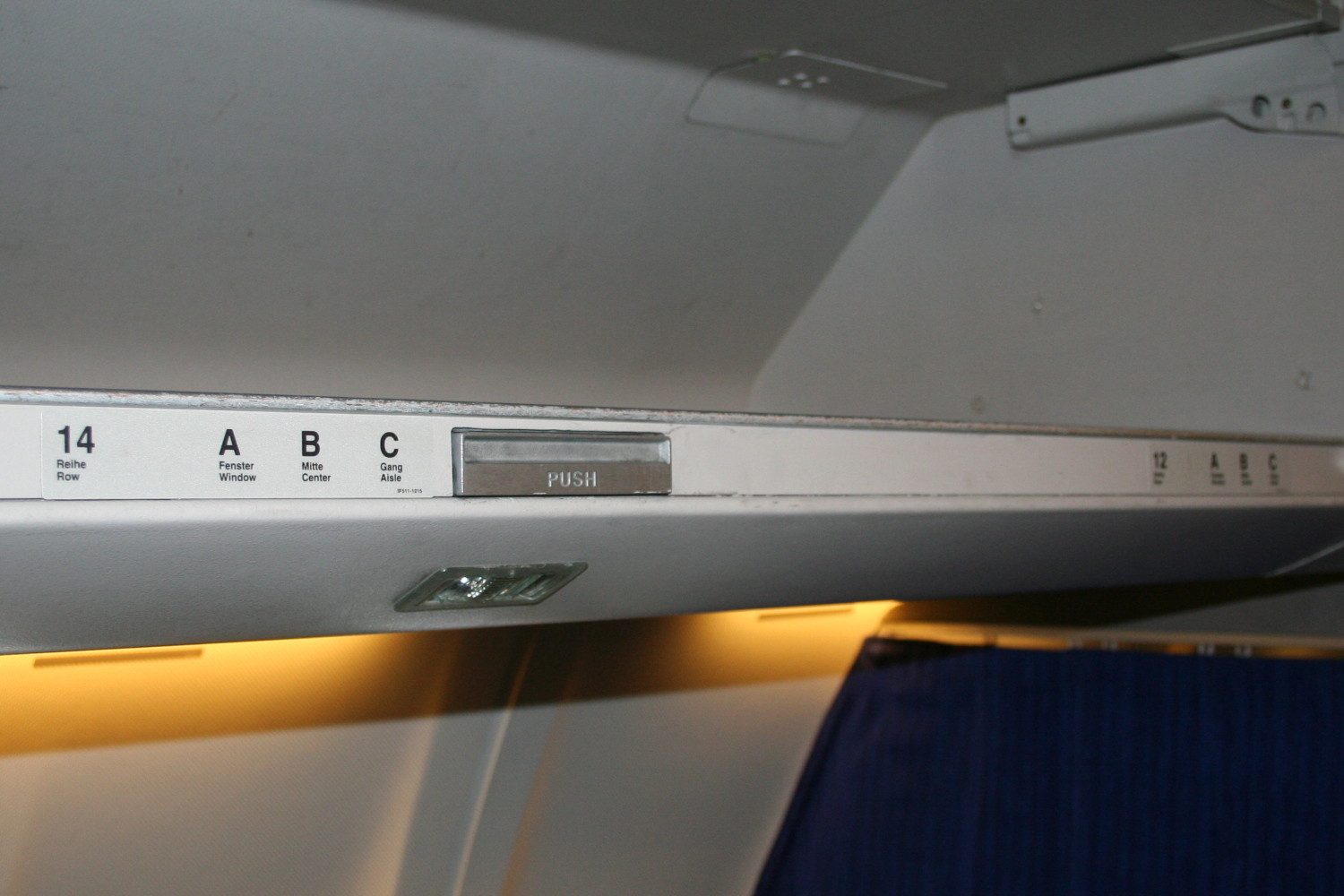
Отсутствие тринадцатого ряда в самолёте Lufthansa

Австрийский композитор Арнольд Шёнберг страдал трискайдекафобией. Именно поэтому последняя его опера носит название «Моисей и Арон» («Moses und Aron») вместо корректного «Моисей и Аарон» («Moses und Aaron»): число букв в корректном названии равно тринадцати. Он родился (и, как выдалось, умер) 13-го числа, что он всю жизнь считал дурным предзнаменованием. Однажды он наотрез отказался взять в аренду дом под номером 13. Композитор боялся того дня, когда ему исполнится 76, потому что в сумме эти цифры составляют пресловутое число 13. Многим известна легенда, согласно которой Шёнберг ужасно боялся своего 76-летия пятницы 13-го, которая приходилась на 13 июля 1951 г. По слухам, тогда он весь день пролежал в постели, готовясь к предполагаемой смерти. Жена пыталась уговорить мужа встать и «прекратить эти глупости», и каково же было её потрясение, когда тот лишь вымолвил слово «гармония» и умер. Арнольд Шёнберг скончался в 23:47, за 13 минут до полуночи.
Американский бард Джон Мейер выпустил альбом «Room for Squares» с 14 песнями, хотя тринадцатая длится всего 0.2 секунды и представляет собой не что иное, как тишину. Тринадцатая композиция даже не упомянута на обложке альбома. Точно так же числом 13 пренебрегает группа Hot Hot Heat с альбомом «Elevator»: тринадцатая дорожка не значится в списке песен, а в записи её заменяют 4 секунды разнообразных шумов.
Испанский мотогонщик Анхель Ньето, по его собственным словам, выиграл 12+1 мировых чемпионатов по мотоциклетному спорту. Фильм о его жизни так и называется — «12+1».
Вместе с тем, существуют и обратные примеры — так, шахматист Гарри Каспаров всегда считал 13 своим счастливым числом, всегда вёл тринадцатые партии в атакующем стиле, а в 1985 году выиграл матч на первенство мира у Анатолия Карпова со счётом 13:11 и стал тринадцатым чемпионом мира по шахматам. Немецкий футболист Михаэль Баллак и его уругвайский коллега Себастьян Абреу, а также итальянский футболист Алессандро Неста на протяжении большей части карьеры играли под 13 номером в клубах и сборных. Канадский баскетболист Стив Нэш почти всю карьеру в НБА (за исключением трёх последних лет) провел в майке с номером 13. Счастливым считал для себя это число С. П. Капица. 
В культурах Италии и Китая число 13 традиционно считается счастливым.
После Microsoft Office 2007 (он был двенадцатым) был анонсирован четырнадцатый пакет (Microsoft Office 2010). Также не вышли Pinnacle Studio 13 и VMware Workstation 13.
Вслед за ABBYY Lingvo 12 вышел ABBYY Lingvo x3 с внутренним номером версии 14.
Была пропущена тринадцатая версия CMS 1С-Битрикс, вслед за версией 12.5 вышла сразу 14.
Также было пропущено число 13 в нумерации электропоездов ЭМ2 (модернизация электропоезда ЭР2). Состав, изначально построенный как ЭМ2-013, из-за суеверий был перенумерован в ЭМ2-015.

## Схожие фобии
- Тетрафобия, боязнь числа 4, — в гостиницах и больницах Китая, Японии и Кореи редко бывают четвёртые этажи. В китайском языке числительное «четыре» 四 и глагол «умирать» 死 являются омофонами, а в Японии и Корее эти слова были заимствованы из китайского.
- Распространённая в Италии гептадекафобия (боязнь числа 17)
- Боязнь числа 39 в Афганистане
- Гексакосиойгексеконтагексафобия, боязнь числа 666, так называемого числа зверя.